# Museu de Operações Especiais e Aerotransportadas
O Museu de Operações Especiais e Aerotransportadas do Exército dos Estados Unidos (em inglês:  Airborne & Special Operations Museum, ASOM) faz parte do Museu Enterprise do Exército dos EUA, dedicado a preservar e ensinar uma história pública da comunidade de Operações Especiais e Aerotransportadas, bem como uma história militar mais ampla dos Estados Unidos.

## Descrição
Localizado em Fort Bragg, mas separado geograficamente da instalação principal, tem estado aberto ao público nas proximidades do centro de Fayetteville, na Carolina do Norte desde o ano 2000. A instalação é composta principalmente por civis e voluntários no dia a dia, mas continua sendo de propriedade e operada pelo Exército por meio do Centro de História Militar do Exército dos EUA, uma parte do Comando de Treinamento e Doutrina (TRADOC).

## Exibições
Em outubro de 2013, foi inaugurada a Exposição "Força-Tarefa Ranger e a Batalha de Mogadíscio". A exposição apresenta dioramas e artefatos imersivos da batalha, incluindo os restos do Super 6-1, o primeiro helicóptero Black Hawk abatido durante a batalha, e do Super 6-4. A queda do Super 6-1 é amplamente considerada um ponto de virada na batalha e é narrada no livro de Mark Bowden e no filme Black Hawk Down, produzido por Ridley Scott.
No final de 2016, o museu sediou uma exposição dedicada aos "Homens dos Monumentos", apresentando artefatos, obras de arte e outros itens relacionados ao seu trabalho de proteção de tesouros artísticos durante a Segunda Guerra Mundial.
Em 2020 realizaram-se duas exibições enquadradas na Segunda Guerra Mundial: Operation HALYARD: The Greatest Rescue Mission of World War II, um empréstimo da Halyard Mission Foundation, e Courage and Compassion: The Legacy of the Bielski Brothers.